# Sidney Sheldon
Sidney Sheldon, właściwie Sidney Schechtel (ur. 11 lutego 1917 w Chicago, w stanie Illinois, zm. 30 stycznia 2007 w Rancho Mirage w Kalifornii) –  amerykański pisarz, autor powieści, scenariuszy filmowych i sztuk teatralnych.

## Życiorys
Urodził się w rodzinie żydowsko-rosyjskiej, jako syn Natalie Marcus i Ashera „Otta” Schechtela (1894–1967), kierownika sklepu jubilerskiego. Swoją karierę w Hollywood rozpoczął w 1937 jako scenarzysta filmów klasy „B”. Uczęszczał na Uniwersytet Northwestern w Evanston, w stanie Illinois. Po odsłużeniu służby wojskowej podczas II wojny światowej, powrócił do cywilnego życia i zaczynał pisać musicale dla broadwayowskich inscenizacji, podczas gdy kontynuował pisanie scenariuszy dla obu firm: MGM i Paramount Pictures.
Jest laureatem prestiżowych nagród Tony 1959 za musical Redhead oraz jako jedyny pisarz został uhonorowany Oscarem 1947 jako scenarzysta komedii Kawalerski rycerz (The Bachelor and the Bobby-Soxer) z Shirley Temple. Był nominowany do nagrody Emmy za scenariusz sitcomu NBC Marzę Jenny (I Dream of Jeannie, 1965-1970) z Barbarą Eden w roli tytułowej.
Pisaniem powieści zajął się dopiero po ukończeniu 50. roku życia. Jego pierwsza powieść została odrzucona przez pięć różnych wydawnictw, ale w końcu opublikowana odniosła wielki sukces. Krytyka uznała Nagą twarz za najlepszą sensacyjną książkę roku, a pisarz otrzymał za nią nagrodę im. Edgara Allana Poe.
Sheldon jest mistrzem tempa, napięcia i różnorodności. Fabuła każdej z jego powieści jest zawsze oparta na autentycznych wydarzeniach. Wykorzystując motywy sensacyjne, przygodowe i romantyczne, przetwarza je w pasjonujące opowieści o wielkich namiętnościach i dramatach w sceneriach pobudzających wyobraźnię – wśród poszukiwaczy złota, multimilionerów, przestępców – i umacnia ludzkie marzenia o bogactwie, sprawiedliwości i szczęściu.

## Życie prywatne
Był trzykrotnie żonaty. 31 grudnia 1945 ożenił się z Jane Harding Kaufman, rozwiódł się po trzech latach, 15 kwietnia 1948. W dniu 28 marca 1951 poślubił Jorję Curtright, uznaną dekoratorka wnętrz. Po ponad 34. latach małżeństwa, zmarła 11 maja 1985. Jedyna ich córka Mary, będąc nastolatką zadebiutowała jako poetka i pisała powieści. 14 października 1989 wdowiec Sheldon ożenił się po raz trzeci z Alexandrą Kostoff.

## Publikacje
- Naga twarz (The Naked Face, 1970)
- Po drugiej stronie ciemności (The Other Side of Midnight, 1973)
- Nieznajomy w lustrze (A Stranger in the Mirror, 1976)
- Krwawa linia (Bloodline, 1979)
- Gniew aniołów (Rage of Angels, 1980)
- Mistrzyni gry/Być najlepszą (Master of the Game, 1982)
- Jeśli nadejdzie jutro (If Tomorrow Comes, 1985)
- Wiatraki bogów (Windmills of the Gods, 1987)
- Piaski czasu (The Sands of Time, 1988)
- Pamiętna noc (Memories of Midnight, 1990)
- Konspiracja sądnego dnia (The Doomsday Conspiracy, 1991)
- Spadające gwiazdy (The Stars Shine Down, 1992)
- Nic nie trwa wiecznie (Nothing Lasts Forever, 1994)
- Ranek południe, noc (Morning, Noon and Night, 1995)
- Niezawodny plan (The Best Laid Plans, 1997)
- Opowiedz mi swoje sny (Tell Me Your Dreams, 1998)
- Uśmiech losu (The Sky is Falling, 2001)
- Czy boisz się ciemności? (Are You Afraid of the Dark?, 2004)
- Po drugiej stronie mnie (The Other Side Of Me, 2005)